# Jiankou
Jiankou (chinesisch 箭口，箭扣, Pinyin Jiàn kǒu, Jiàn kòu) ist ein 9,3 Kilometer langer Abschnitt der Chinesischen Mauer im Pekinger Stadtbezirk Huairou 73 km nördlich von Peking. Der Jiankou-Abschnitt liegt zwischen den Mauerabschnitten Mutianyu – zehn Kilometer östlich – und Huanghuacheng. Sein schlechter Erhaltungszustand und die Lage auf einem von zackigen Klippen und Steilabfällen gesäumten Bergrücken machen eine Begehung gefährlich. 
Jiankou wurde 1368 während der Ming-Dynastie aus weißem Dolomit erbaut, der aus großer Entfernung sichtbar ist. Der Abschnitt besitzt viele malerische Stellen. Einer davon ist der „Wachturm des Hochfliegenden Adlers“, der auf dem höchsten Teil von Jiankou erbaut wurde. Die „Himmelsstufen“ sind eine weitere berühmte Stelle. Hier steigen Stufen fast senkrecht auf, so dass es schwierig ist, auf ihnen Halt zu finden. Weitere Besonderheiten sind der „Pekingknoten“ – an dem drei verschiedene Abschnitte der Großen Mauer zusammenkommen –, der aufgrund seiner neun Ausgucklöcher benannte und inzwischen renovierten „Neun Augen Turm“, der „Zhengbei-Wachturm“, die „Wolkentreppe“ und weitere Wachtürme.
Im Jahr 2015 wurde der Neun Augen Turm und ein nahegelegenes Fort renoviert, wobei zum Teil das ursprüngliche Aussehen der Mauer erheblich verändert wurde. Seit 2016 werden größere Teile des Jiankou Abschnittes renoviert.